# Pycnarrhena
Pycnarrhena é um género botânico pertencente à família Menispermaceae.

## Espécies
| - Pycnarrhena australiana - Pycnarrhena balabacensis - Pycnarrhena batanensis - Pycnarrhena borneensis - Pycnarrhena calocarpa - Pycnarrhena castanopsisifolia - Pycnarrhena cauliflora - Pycnarrhena celebica - Pycnarrhena elliptica - Pycnarrhena fasciculata - Pycnarrhena grandis - Pycnarrhena insignis - Pycnarrhena longifolia - Pycnarrhena lucida - Pycnarrhena macrocarpa | - Pycnarrhena manillensis - Pycnarrhena mecistophylla - Pycnarrhena membranifolia - Pycnarrhena merrillii - Pycnarrhena montana - Pycnarrhena novoguineensis - Pycnarrhena ozantha - Pycnarrhena papuana - Pycnarrhena planiflora - Pycnarrhena planifolius - Pycnarrhena pleniflora - Pycnarrhena poilanei - Pycnarrhena sayeri - Pycnarrhena tumefacta |

1. ↑  «Pycnarrhena — World Flora Online». www.worldfloraonline.org. Consultado em 19 de agosto de 2020